# Motivációs levél
A motivációs levél (más szóval kísérőlevél, angolul cover letter), az állásjelentkezések során az önéletrajz kiegészítője. 
A motivációs levél lehetővé teszi, hogy a pályázó igazán személyre (cégre) szabhassa az állásjelentkezést - segít kiemelni az önéletrajznak azokat a részeit, amelyek a legérdekesebbek lehetnek az adott cég számára.

## Felépítése
A motivációs levélnek nincsenek kőbe vésett szabályai. Terjedelme általában 1-2 oldal, ennél többet nem érdemes írni, hiszen a cél összefoglalni azokat a tulajdonságokat, motivációkat, melyek miatt az adott állás megpályázását kezdeményeztük. Stílus tekintetében lényegesen kötetlenebb lehet, mint az önéletrajz. A szöveg ne legyen túl barátkozós, de kerülni kell a nagyon hivatalos megfogalmazásokat is!
Az önéletrajzzal ellentétben itt szövegesen kell megfogalmaznunk pályázatunk motivációját, szükséges készségeink meglétét és egyéb, a jelentkezéssel kapcsolatban érdemesnek ítélt információkat.
A motivációs kísérőlevél jellemzői a következők lehetnek:
- az önéletrajzon túlmutató, új gondolatokat tartalmaz;
- nem sematikus;
- rövid és személyes, de nem túl bensőséges;
- munkatapasztalatokat foglal össze;
- jövőbeni célokat fogalmaz meg.[1]

A motivációs levél felépítése:
- Kontakt adatok: Ebben a részben jelennek meg a személyes adataink (név, telefon, email), illetve a címzett adatai. Social media elérések megadása csak akkor javasolt, ha biztosak vagyunk benne, hogy ha megnézi az interjúztató, az előnyünkre válik.

- Bevezetés: A bevezetés részben érdemes a korábbi tapasztalatokról, kompetenciákról írni.

- Kifejtés: A kifejtés részben érdemes megírni a konkrét motivációt a céggel és pozícióval kapcsolatban. Mit gondolunk a cégről, az állásról, miért szeretnénk az adott cégnél dolgozni. Legyen személyes, legyen őszinte.

- Következtetés, lezárás: Célok, vágyak összegzése az adott céggel, pozícióval kapcsolatban.

A jó motivációs levél és így a sikeres pályázás egyik titka, hogy a megpályázott pozícióra és jellemzőire, illetve az ahhoz kapcsolódó elvárásokra szabva legyen megírva.